# Wilhelm Kordes
Wilhelm Kordes II (1891-1976) a fost un horticultor german, specialist în creșterea și hibridizarea trandafirilor. 